# Науман, Вернер
Вернер На́уман (нем. Werner Naumann, 16 июня 1909[…], Гура, Нижнесилезское воеводство — 25 октября 1982[…], Люденшайд, Северный Рейн-Вестфалия) — государственный деятель Германии, журналист, бригадефюрер СС (20 апреля 1943).

## Биография
Вернер Науман родился 16 июня 1909 года в Гурау в семье помещика и советника административного суда Макса Наумана. В юные годы проникся идеями социализма. В это время в программе НСДАП его больше привлекали не национальные, а социальные элементы. В 17 лет он решил посвятить себя решению проблем классового неравенства. Один молодой рабочий пригласил его на политический диспут, организованный национал-социалистами. Здесь Науман нашел тот дух товарищества, который он искал. В 1928 году он вступил в НСДАП (билет № 101 399) и с самого начала считался фанатичным национал-социалистом. В 1929 году Науман, будучи труппфюрером СА, вступил в СС, где он состоял членом до 1932 года, а затем снова перешёл в СА.
В 1929 году, с отличием окончив реальную гимназию, он поступил на юридический факультет Берлинского университета. Наряду с учёбой занимался общественной работой в берлинском руководстве гау и там познакомился с Йозефом Геббельсом. В 21 год Науман был назначен руководителем района Оберлаузиц и унтергауляйтером в Центральной Силезии. В 1931 году он прервал учёбу. До 1933 года Науман сделал успешную карьеру в НСДАП. С марта 1933 года в звании штурмбаннфюрера СА он отвечал за политическую учёбу в штабе Эдмунда Хайнеса, заместителя Рёма и фюрера СА. Спустя два месяца в качестве штандартенфюрера СА он командовал 9-й бригадой СА в Померании, а с июня 1934 года 9-й бригадой СА в Штетине.
30 июня 1934 года — в ходе акции «Ночь длинных ножей» — Науман был арестован. Два месяца спустя его выпустили на свободу. В конце октября 1934 года по ходатайству прокуратуры Штетина он был снова арестован по подозрению в нецелевом использовании служебных денег. Через несколько дней он вышел из-под ареста. Его исключили из СА и лишили звания по причине недисциплинированности вверенной ему бригады, а также использования служебных денег в личных целях. На самом деле речь шла об участии в гомосексуальной оргии.
В начале 1935 года Науман возобновил учёбу. В том же году из Берлина он перевелся в Высшую школу в Бреслау и сдал экзамен на дипломированного экономиста. В 1936 году он стал ассистентом на юридическом факультете и начал писать диссертацию на тему «Руководство экономикой и людьми».
В сентябре 1935 года Науман обратился к одному старому товарищу с просьбой помочь ему реабилитировать себя в СА. Процесс против себя он представил в качестве «злобной интриги». Весной 1937 года дело было пересмотрено, и Наумана восстановили в СА. Он снова стал штандартенфюрером и был назначен начальником отдела пропаганды гау и начальником управления пропаганды Силезии.
6 декабря 1937 года Геббельс назначил его своим личным референтом.
Вскоре после этого Науман женился на Урсуле Бекер из Бреслау. От этого брака у него было трое детей. Таким образом, ему удалось развеять слухи о своей возможной гомосексуальности.
В январе 1938 года Науман был вновь принят в СС — в звании оберфюрера СС. В апреле он стал министерским советником и первым личным референтом министра пропаганды Геббельса. Ещё в 1937 году он начал военное обучение в 20-м зенитном полку в Бреслау, а с марта по май 1939 года продолжил его в 12-м зенитном полку в Берлине. С началом войны и до середины 1940 года он был унтер-офицером и вахмистром противовоздушной обороны в Берлине. В мае 1940 года был произведен в лейтенанты резерва. С апреля 1941 года в чине оберштурмфюрера ваффен-СС участвовал в военных действиях на Балканах и в СССР.
15 июня 1942 года Науман был включен в «список кандидатов на высшие должности в партии и государстве» и шесть дней спустя получил чин гауптштурмфюрера резерва ваффен-СС. Зимой 1942 года штаб Гиммлера рекомендовал его на должность гауляйтера. В 1943 году Науман был командующим полиции безопасности и СД в Гааге и одним из руководителей группы атташе в Главном управлении имперской безопасности. 20 апреля 1943 года ему было присвоено звание бригадефюрера СС. Науман был четырежды ранен. В результате последнего ранения его признали негодным к военной службе.
22 апреля 1944 года он вернулся в министерство пропаганды и в 34 года стал статс-секретарем. Геббельс считал Наумана «самым надежным сотрудником». Однако начиная с декабря 1944 года тот, стараясь выслужиться перед Гитлером, собирал компромат на своего шефа.
На личном фронте Науман также действовал за спиной Геббельса — он влюбил в себя его жену Магду. Узнав об этом, министр приказал своему подчиненному порвать связь с Магдой.
В последние дни Третьего рейха Науман командовал батальоном фольксштурма «Вильгельмплац». 29 апреля 1945 года в своем «политическом завещании» Гитлер определил его на пост министра пропаганды вместо Геббельса, который должен был стать рейхсканцлером.
В ночь с 1 на 2 мая 1945 года вместе с М. Борманом, А. Аксманом и другими Науман покинул бункер фюрера. Потом их пути разошлись.
До 1950 года о Наумане не было никаких официальных сведений.
Прежде чем покинуть бункер, он сорвал с себя все знаки отличия, чтобы выдать себя за простого солдата вермахта. По его собственным словам, в советской оккупационной зоне он был пять раз задержан и даже допрошен. Но каждый раз его выпускали на свободу, так как не смогли установить его настоящую личность. В советской оккупационной зоне Науман оставался до 1946 года. Затем он перебрался в Западную Германию, где жил под чужим именем и освоил профессию каменщика. Сдав экзамен на «очень хорошо», он работал в этой профессии до лета 1950 года.
В феврале 1950 года он зарегистрировался в Тюбингене под своим настоящим именем. При этом он заявил, что до апреля 1950 года работал на французские оккупационные власти и добровольно писал отчеты для Второго бюро, французской военной разведки.
С апреля по осень 1950 года Науман жил во Франкфурте-на-Майне. Возможно, с пребыванием здесь была связана его попытка с помощью адвоката д-ра Петера Гаста, бывшего сотрудника министерства пропаганды, пройти денацификацию. 15 июля 1950 года Науман обосновался в Дюссельдорфе, устроившись на работу начальником экспортного отдела фирмы «Cominbel», владельцем которой был Херберт Лухт, бывший референт по вопросам культуры и офицер пропаганды в министерстве пропаганды.
В Дюссельдорфе вокруг Наумана в 1951—1952 гг. сформировался так называемый «Кружок Наумана» («Дюссельдорфский кружок», «Кружок гауляйтеров»), к которому принадлежали различные высокопоставленные нацистские функционеры эпохи Третьего рейха. Помимо того, что эта организация стала самой влиятельной среди неонацистских организаций в Германии в начале 1950-х годов, она пыталась посредством проникновения нацистов в Свободно-демократическую партию Германии (СвДП) и опираясь на её структуры провести в законодательные и исполнительные органы власти Германии своих людей и повернуть развитие ФРГ в нацистское русло. Ввиду бездействия властей ФРГ английские оккупационные власти в ночь с 14 на 15 января 1953 года арестовали Наумана и шестерых других руководителей кружка по подозрению в антиконституционной деятельности.
Английские оккупационные власти передали следствие и судопроизводство по делу Наумана и других западногерманской юстиции, однако Федеральный Верховный суд Германии закрыл дело.
После освобождения Науман участвовал в деятельности правой Германской имперской партии, а позже стал директором в фирме по производству электромонтажной техники «Busch-Jaeger Elektro GmbH» в Люденшайде, принадлежавшей пасынку Геббельса Харальду Квандту.

## Образ в кино
- «Фюрер и растлитель[нем.]» (Германия, 2024), режиссёр Йоахим Ланг, в роли Наумана Доминик Марингер[нем.]

## Награды
- Железный крест, 1-го класса (1939)
- Железный крест, 2-го класса (1939)
- Знак за ранение (чёрный) (1939)
- Шеврон старого бойца
- Крест военных заслуг 1-й степени без мечей
- Крест военных заслуг 2-й степени без мечей
- Золотой партийный знак НСДАП
- Медаль За выслугу лет в НСДАП в бронзе и серебре
- Кольцо «Мёртвая голова»
- Почётная сабля рейхсфюрера СС